# Cocoro (ラジオパーソナリティ)
Cocoro（こころ、8月7日生）は、日本の名古屋都市圏を拠点とするラジオパーソナリティ。大阪府高槻市出身。京都外国語大学卒業。本名は大蔵 こころ（おおくら こころ）。パスト・プレゼント・フューチャー所属。タレントオフィスともだち 名古屋オフィスと業務提携。血液型はAB型。

## 人物
愛称はCoco（ここ）、ここちゃん。RADIO-iのiJ（DJ）たちとは交流が深く、特にデヴィッド・ヤナセ (David Yanase) やコリン (Colin)と親しい。リスナーに自身のおすすめの洋楽を紹介しようとしても「たくさんありすぎて紹介しきれない。」と話すほど洋楽に精通している。現在は、デジタルラジオという新しいスタイルにも挑戦している。関西出身だが、名古屋での生活が長いためかあまり関西弁を話さない。特技は、手話。趣味は、ピアノ、サイクリングなど。

## 担当番組

### 現在
TOKAI RADIO
- Weekend Step（土曜 7:00 - 10:00、2022年4月2日 - ）

FM AICHI
- Brother presents Music Earth（火曜 19:30 - 19:55、2021年10月5日 - ）

MID-FM
- Friday Hit Radio（金曜 14:00 - 18:00、2011年1月7日 - ）

### 過去
※放送時期が不明なものも含む。
FM AICHI
- amano SMILE CAFE（毎週日曜日 9:30 - 9:55）

RADIO-i
- Morning-i　(毎週月曜日 - 金曜日 6:00 - 9:00)　　(2007年4月? - 2009年12月31日)
- Saturday Morning Press　(毎週土曜日 6:00 - 11:00)　　(2010年1月16日 - 2010年9月25日)　※閉局当時の担当番組。
- Evening-i　(毎週月曜日 - 木曜日 18:00 - 22:00)
- Sunday Coco-Motion　(毎週日曜日 6:00 - 11:00)
- R-i Cafe　(毎週月曜日 - 木曜日 10:00 - 12:00)　　(2010年1月11日 - 2010年9月29日)　※番組内のナレーションと木曜日のコーナー担当。

FM OSAKA
- City Morning Groove

Kiss-FM KOBE
- Kiss WORLD PROJECT

YES-fm
- COKE LOVE BALLARDS COLLECTION
- MEGA GROOVERS

FM845
- ACTIVE 845

エフエムあまがさき
- SATURDAY SPECIAL(PART2)

## CM
- ダイハツ・ムーヴ(英語版・ラップ版)

その他、多数。